# Geocapromys
Hutias à queue courte
Genre
Geocapromys est un genre de Rongeurs qui comprend des hutias à queue courte. Ces espèces se sont éteintes en 2016.
Au départ considéré comme étant un sous-genre de Capromys, le genre a été décrit pour la première fois en 1901 par Frank Michler Chapman (1864-1945), un naturaliste et ornithologue américain.

## Liste d'espèces
Selon Mammal Species of the World (version 3, 2005)  (9 janv. 2013), ITIS (9 janv. 2013) et Catalogue of Life (9 janv. 2013) :
- Geocapromys brownii (J. Fischer, 1830) - le Hutia jamaïcain[1], Hutia de la Jamaïque[5] ou Rat de la Jamaïque[1]
- Geocapromys ingrahami (J. A. Allen, 1891) - Hutia d'Ingraham ou Rat d'Ingraham[5]
- † Geocapromys thoracatus (True, 1888) - Hutia de Little Sawn Island, Rat grimpeur de Little Sawn Island ou encore Rat de Little Sawn Island[5]

Selon UICN (9 janv. 2013), il faut ajouter une espèce éteinte :
- Geocapromys brownii (J. Fischer, 1830)
- † Geocapromys columbianus (J. Fischer, 1829)
- Geocapromys ingrahami (J. A. Allen, 1891)
- † Geocapromys thoracatus (True, 1888)